# Guido Di Leone
Guido Di Leone (Bari, 24 gennaio 1964) è un chitarrista italiano.

## Biografia
Stilisticamente identificato nell'area del Modern Mainstream ha, da sempre, mostrato un particolare interesse per le sonorità e composizioni del chitarrista Jim Hall, a cui ha dedicato il suo primo album, All for Hall, nel 1991.
Ha inciso, come leader e come sideman, circa un centinaio di CD, prevalentemente per le etichette YVPMusic, Philology, Abeat Records e Fo(u)r, di cui è anche fondatore. Collabora con vari jazzisti, tra cui: Mark Murphy, Jerry Bergonzi, Peter Bernstein, Paolo Fresu, Fabrizio Bosso, Jim Rotondi, Renato Chicco, Jim Snidero, Michele Hendricks, Tiziana Ghiglioni, Andy Watson, Claudio Fasoli, Gianluigi Trovesi, Franco Cerri, Gianni Basso, Ira Coleman, Gary Smulyan, Marco Tamburini, Dado Moroni, Mal Waldron, Trio Corrente, Gilson Silveira.
A queste collaborazioni si aggiungono quelle con i suoi conterranei, Larry Franco, Con Alma Trio (Vito Di Modugno e Mimmo Campanale), Pocket Orchestra, Paola Arnesano, ed è spesso solista jazz dell'Orchestra Sinfonica della Città Metropolitana di Bari. In duo con Francesca Leone ha inciso Tudo em Bossanova e  Coracao Vagabundo.
È spesso impegnato nell'organizzazione di rassegne Jazz, nella conduzione di spettacoli musicali e, a volte, anche di programmi musicali televisivi. È direttore e docente di chitarra e armonia della scuola musicale Il Pentagramma di Bari, da lui stesso fondata nel 1985. Dirige anche il Duke Jazz Club, annesso alla sede della scuola. Dal 2004 al 2014 ha insegnato chitarra jazz nei corsi accademici di primo e secondo livello del Conservatorio Niccolò Piccinni di Bari. Del 2002 è il testo Metodo facile e completo di Teoria Jazz pubblicato dalla casa editrice Sinfonica Jazz Carish.

## Discografia

### Album
- 1990 All for Hall (Splas(h)) A.Zanchi, E. Fioravanti, P. Fresu.
- 1992 Never swingin' in the rain (Lucas records) M. Carbonara, M. Sannini, F. Puglisi.
- 1993 Scherzo (Pentaflower) A. Zanchi, E. Fioravanti, C. Fasoli, S. Tasca.
- 1995 Hearing a Rhapsody (Modern times) A. Zanchi, M. Murphy, B. Mover, P. Arnesano, T. Ghiglioni.
- 1998 Terra do sol – Abrasileirado (Cristiani pr.) P. Arnesano, M. Rosini, P. Sebastiani, E. Falco, M. Campanale.
- 2000 Con alma (Yvp) V. Di Modugno, M. Campanale.
- 2001 Body and Soul (Yvp) G. Bassi, M. Manzi.
- 2001 Ventiseifebbraioduemilauno (Philology) P. Arnesano.
- 2001 Seven come £leven (Yvp) Pentagramma guitar jazz orchestra.
- 2002 Gianni Basso in Bari (Yvp) G. Basso, G. Bassi, S. Tranchini.
- 2003 Totò jazz (Panastudio) E. Carucci, G. Bassi, E. Lanzo.
- 2004 Isole (Yvp) M. Lacirignola, M. Sannini, G. Bassi, M. Manzi, Ottonando brass ensemble.
- 2005 Flamingo – Jazz'n Mambo (Philology) E. Carucci, G. Bassi, E. Falco, C. Pastanella, P. Arnesano.
- 2006 Duets – Tribute (Fo(u)r) B. Middelhoff, M. Murphy, D. Moroni, A. Hermann, G. Smulyan, P. Arnesano, G. Bassi, E. Zirilli, F. Cerri, M. Tamburini, I. Coleman, G. Silveira, A. Adamo.
- 2006 Walkin' Ahead (YVP) B. Middelhoff, P. Ciancaglini, A. Minetto, A. Hermann.
- 2006 Trio de Janeiro (Fo(u)r) P. Arnesano, E. Falco.
- 2008 Blue Night (Philology) B. Middelhoff, P. Benedettini, A. Minetto.
- 2008 Bossa na minha casa (Fo(u)r) F. Leone, G. De Lilla, F. Delle Foglie.
- 2009 Sax Line (Fo(u)r) B. Middelhoff, D. Scannapieco, G. Partipilo, R. Emili, P. Benedettini, A. Minetto.
- 2010 Standards on Guitar (Fo(u)r) R. Chicco, A. Watson.

### Collaborazioni
- 1995 - Tiziana Ghiglioni Spellbound (Yvp)
- 1996 - Paola Arnesano Memorie d'Italy (Philology)
- 1999 - Paola Arnesano Words on piano (Cristiani pr.)
- 2006 - Paola Arnesano Falando de Jobim (Yvp)
- 2005 - Larry Franco Italian jazz ensemble (Philology)
- 2002 - Giuseppe Bassi We'll be togheter again (Yvp)
- 2004 - Giuseppe Bassi My love and I (Philology)
- 2003 - Marchio Bossa Italian lounge music (Azzurra music)
- 2004 - Marchio Bossa No bossa no party (Azzurra music)
- 2006 - Marchio Bossa Fantasy (Azzurra music)
- 2006 - Nino Di Leone Quel che non si fa più (Fo(u)r)
- 2006 - Francesca Leone  All the way (Fo(u)r)
- 2006 - Chrissie Carpenter Oppedisano  Moon stars and nights (Philology)
- 2007 - Pino Pichierri E-mail Special (Four Records)
- 2008 - Marchio Bossa Colorando (Azzurra music)
- 2009 - Angelo Adamo My Foolish Harp (Red Records)

## Opere
- Metodo facile e completo di Teoria Jazz, casa editrice Sinfonica Jazz del gruppo Carisch, 2002.
- Guido Di Leone Real Book, casa editrice Fo(u)r.